# NHL Entry Draft 2014
L'NHL Entry Draft 2014 è stato il 52º draft della National Hockey League. Si è tenuto il 27-28 giugno 2014 presso il Wells Fargo Center di Philadelphia, casa dei Philadelphia Flyers. Per la terza volta l'Entry Draft si è svolto nello stato della Pennsylvania dopo le edizioni 1997 e 2012. Le formazioni della National Hockey League selezionarono i migliori giocatori di hockey su ghiaccio provenienti dai campionati giovanili, universitari, o dai campionati europei. I Florida Panthers, dopo aver concluso al penultimo posto la stagione 2013-14, guadagnarono l'opzione per la prima scelta assoluta dopo aver vinto la NHL Draft Lottery.
I Florida Panthers, approfittando della prima posizione, selezionarono il difensore canadese Aaron Ekblad dai Barrie Colts, formazione della Ontario Hockey League. I Buffalo Sabres invece come seconda scelta puntarono sul centro canadese Sam Reinhart, proveniente dal Kootenay Ice, club della Western Hockey League, mentre gli Edmonton Oilers scelsero in terza posizione il centro tedesco Leon Draisaitl dei Prince Albert Raiders, squadra della WHL. Fra i 210 giocatori selezionati, 134 erano attaccanti, 65 erano difensori e 21 erano portieri.

## Migliori prospetti
Dati elaborati dal NHL Central Scouting Bureau.
| Posizione | Giocatori nordamericani | Giocatori europei     |
| --------- | ----------------------- | --------------------- |
| 1         | Sam Bennett (C)         | Kasperi Kapanen (C)   |
| 2         | Aaron Ekblad (D)        | William Nylander (C)  |
| 3         | Sam Reinhart (C)        | Kevin Fiala (AS)      |
| 4         | Leon Draisaitl (C)      | Jakub Vrána (AS)      |
| 5         | Michael Dal Colle (C)   | David Pastrňák (AD)   |
| 6         | Jake Virtanen (AD)      | Adrian Kempe (AS)     |
| 7         | Nick Ritchie (AS)       | Marcus Pettersson (D) |
| 8         | Brendan Perlini (AS)    | Ondřej Kaše (AD)      |
| 9         | Haydn Fleury (D)        | Sebastian Aho (D)     |
| 10        | Jared McCann (C)        | Dominik Mašín (D)     |

| Posizione | Portieri nordamericani | Portieri europei |
| --------- | ---------------------- | ---------------- |
| 1         | Thatcher Demko         | Ville Husso      |
| 2         | Mason McDonald         | Jonas Johansson  |
| 3         | Brent Moran            | Linus Söderström |

## Turni
|  | = NHL All-Star |  |  | = NHL All-Star e NHL All-Star Team |

Legenda delle posizioni

A = Attaccante   AD = Ala destra   AS = Ala sinistra   C = Centro   D = Difensore   P = Portiere

### Primo giro
| #  | Giocatore              | Nazionalità | Squadra NHL                                      | Squadra di provenienza            |
| -- | ---------------------- | ----------- | ------------------------------------------------ | --------------------------------- |
| 1  | Aaron Ekblad (D)       | Canada      | Florida Panthers                                 | Barrie Colts (OHL)                |
| 2  | Sam Reinhart (C)       | Canada      | Buffalo Sabres                                   | Kootenay Ice (WHL)                |
| 3  | Leon Draisaitl (C)     | Germania    | Edmonton Oilers                                  | Prince Albert Raiders (WHL)       |
| 4  | Sam Bennett (C)        | Canada      | Calgary Flames                                   | Kingston Frontenacs (OHL)         |
| 5  | Michael Dal Colle (AS) | Canada      | New York Islanders                               | Oshawa Generals (OHL)             |
| 6  | Jake Virtanen (AD)     | Canada      | Vancouver Canucks                                | Calgary Hitmen (WHL)              |
| 7  | Haydn Fleury (D)       | Canada      | Carolina Hurricanes                              | Red Deer Rebels (WHL)             |
| 8  | William Nylander (C)   | Svezia      | Toronto Maple Leafs                              | MODO (SHL)                        |
| 9  | Nikolaj Ehlers (AS)    | Danimarca   | Winnipeg Jets                                    | Halifax Mooseheads (QMJHL)        |
| 10 | Nick Ritchie (AS)      | Canada      | Anaheim Ducks (da Ottawa)                        | Peterborough Petes (OHL)          |
| 11 | Kevin Fiala (C)        | Svizzera    | Nashville Predators                              | HV71 (SHL)                        |
| 12 | Brendan Perlini (AS)   | Canada      | Arizona Coyotes                                  | Niagara IceDogs (OHL)             |
| 13 | Jakub Vrána (AS)       | Rep. Ceca   | Washington Capitals                              | Linköping (SHL)                   |
| 14 | Julius Honka (D)       | Finlandia   | Dallas Stars                                     | Swift Current Broncos (WHL)       |
| 15 | Dylan Larkin (C)       | Stati Uniti | Detroit Red Wings                                | USA Hockey NTDP (USHL)            |
| 16 | Sonny Milano (AS)      | Stati Uniti | Columbus Blue Jackets                            | USA Hockey NTDP (USHL)            |
| 17 | Travis Sanheim (D)     | Canada      | Philadelphia Flyers                              | Calgary Hitmen (WHL)              |
| 18 | Alex Tuch (AD)         | Stati Uniti | Minnesota Wild                                   | USA Hockey NTDP (USHL)            |
| 19 | Anthony DeAngelo (D)   | Stati Uniti | Tampa Bay Lightning                              | Sarnia Sting (OHL)                |
| 20 | Nick Schmaltz (C)      | Stati Uniti | Chicago Blackhawks (da San Jose)                 | Green Bay Gamblers (USHL)         |
| 21 | Robby Fabbri (C)       | Canada      | St. Louis Blues                                  | Guelph Storm (OHL)                |
| 22 | Kasperi Kapanen (C)    | Finlandia   | Pittsburgh Penguins                              | KalPa (Liiga)                     |
| 23 | Conner Bleackley (C)   | Canada      | Colorado Avalanche                               | Red Deer Rebels (WHL)             |
| 24 | Jared McCann (C)       | Canada      | Vancouver Canucks (da Anaheim)                   | S.S. Marie Greyhounds (OHL)       |
| 25 | David Pastrňák (AD)    | Rep. Ceca   | Boston Bruins                                    | Södertälje SK (Hockeyallsvenskan) |
| 26 | Nikita Sčerbak (AS)    | Russia      | Montreal Canadiens                               | Saskatoon Blades (WHL)            |
| 27 | Nikolaj Goldobin (AS)  | Russia      | San Jose Sharks (da Chicago)                     | Sarnia Sting (OHL)                |
| 28 | Joshua Ho-Sang (C)     | Canada      | New York Islanders (da NY Rangers via Tampa Bay) | Windsor Spitfires (OHL)           |
| 29 | Adrian Kempe (AD)      | Svezia      | Los Angeles Kings                                | MODO (SHL)                        |
| 30 | John Quenneville (C)   | Canada      | New Jersey Devils                                | Brandon Wheat Kings (WHL)         |

### Secondo giro
| #  | Giocatore                 | Nazionalità | Squadra NHL                                               | Squadra di provenienza             |
| -- | ------------------------- | ----------- | --------------------------------------------------------- | ---------------------------------- |
| 31 | Brendan Lemieux (AS)      | Canada      | Buffalo Sabres                                            | Barrie Colts (OHL)                 |
| 32 | Jayce Hawryluk (C)        | Canada      | Florida Panthers                                          | Brandon Wheat Kings (WHL)          |
| 33 | Ivan Barbashëv (C)        | Russia      | St. Louis Blues (da Edmonton)                             | Moncton Wildcats (QMJHL)           |
| 34 | Mason McDonald (P)        | Canada      | Calgary Flames                                            | Charlottetown Islanders (QMJHL)    |
| 35 | Dominik Mašín (D)         | Rep. Ceca   | Tampa Bay Lightning (da NY Islanders)                     | Slavia Praga (Extraliga)           |
| 36 | Thatcher Demko (P)        | Stati Uniti | Vancouver Canucks                                         | USA Hockey NTDP (USHL)             |
| 37 | Alexander Nedeljkovic (P) | Stati Uniti | Carolina Hurricanes                                       | Plymouth Whalers (OHL)             |
| 38 | Marcus Pettersson (D)     | Svezia      | Anaheim Ducks (da Toronto)                                | Skellefteå AIK (SHL)               |
| 39 | Vítek Vaněček (P)         | Rep. Ceca   | Washington Capitals (da Winnipeg via Minnesota e Buffalo) | Bílí Tygři Liberec (Extraliga)     |
| 40 | Andreas Englund (D)       | Svezia      | Ottawa Senators                                           | Djurgården (Hockeyallsvenskan)     |
| 41 | Joshua Jacobs (D)         | Stati Uniti | New Jersey Devils                                         | Indiana Ice (USHL)                 |
| 42 | Vladislav Kamenev (C)     | Russia      | Nashville Predators                                       | Magnitogorsk (KHL)                 |
| 43 | Ryan MacInnis (C)         | Stati Uniti | Arizona Coyotes                                           | Kitchener Rangers (OHL)            |
| 44 | Eric Cornel (C)           | Canada      | Buffalo Sabres (da Washington)                            | Peterborough Petes (OHL)           |
| 45 | Brett Pollock (AS)        | Canada      | Dallas Stars                                              | Edmonton Oil Kings (WHL)           |
| 46 | Julius Bergman (D)        | Svezia      | San Jose Sharks (da Detroit via Nashville)                | Frölunda (SHL)                     |
| 47 | Ryan Collins (D)          | Stati Uniti | Columbus Blue Jackets                                     | USA Hockey NTDP (USHL)             |
| 48 | Nicolas Aubé-Kubel (C)    | Canada      | Philadelphia Flyers                                       | Val-d'Or Foreurs (QMJHL)           |
| 49 | Václav Karabáček (AS)     | Rep. Ceca   | Buffalo Sabres (da Minnesota)                             | Gatineau Olympiques (QMJHL)        |
| 50 | Roland McKeown (D)        | Canada      | Los Angeles Kings (da Tampa Bay via Vancouver)            | Kingston Frontenacs (OHL)          |
| 51 | Jack Dougherty (D)        | Stati Uniti | Nashville Predators (da San Jose)                         | USA Hockey NTDP (USHL)             |
| 52 | Maksim Letunov (C)        | Russia      | St. Louis Blues                                           | Youngstown Phantoms (USHL)         |
| 53 | Noah Rod (AD)             | Svizzera    | San Jose Sharks (da Pittsburgh)                           | Ginevra-Servette (LNA)             |
| 54 | Hunter Smith (AD)         | Canada      | Calgary Flames (da Colorado)                              | Oshawa Generals (OHL)              |
| 55 | Brandon Montour (D)       | Canada      | Anaheim Ducks                                             | Waterloo Black Hawks (USHL)        |
| 56 | Ryan Donato (C)           | Stati Uniti | Boston Bruins                                             | Dexter School (USHS-Massachusetts) |
| 57 | Johnathan MacLeod (D)     | Stati Uniti | Tampa Bay Lightning (da Montreal via NY Islanders)        | USA Hockey NTDP (USHL)             |
| 58 | Christian Dvorak (AS)     | Stati Uniti | Arizona Coyotes (da Chicago)                              | London Knights (OHL)               |
| 59 | Brandon Halverson (P)     | Stati Uniti | New York Rangers                                          | S.S. Marie Greyhounds (OHL)        |
| 60 | Alex Lintuniemi (D)       | Finlandia   | Los Angeles Kings (da Los Angeles via Buffalo)            | Ottawa 67's (OHL)                  |

### Terzo giro
| #  | Giocatore               | Nazionalità | Squadra NHL                                                | Squadra di provenienza             |
| -- | ----------------------- | ----------- | ---------------------------------------------------------- | ---------------------------------- |
| 61 | Jonas Johansson (P)     | Svezia      | Buffalo Sabres                                             | Brynäs (SHL)                       |
| 62 | Justin Kirkland (AS)    | Canada      | Nashville Predators (da Florida via Chicago e San Jose)    | Kelowna Rockets (WHL)              |
| 63 | Dominic Turgeon (C)     | Canada      | Detroit Red Wings (da Edmonton via Los Angeles e Columbus) | Portland Winterhawks (WHL)         |
| 64 | Brandon Hickey (D)      | Canada      | Calgary Flames                                             | Spruce Grove Saints (AJHL)         |
| 65 | Juho Lammikko (AD)      | Finlandia   | Florida Panthers (da NY Islanders)                         | Porin Ässät (Liiga)                |
| 66 | Nikita Trjamkin (D)     | Russia      | Vancouver Canucks                                          | Avtomobilist (KHL)                 |
| 67 | Warren Foegele (AS)     | Canada      | Carolina Hurricanes                                        | St. Andrew's Saints (HS-Ontario)   |
| 68 | Rinat Valiev (D)        | Russia      | Toronto Maple Leafs                                        | Kootenay Ice (WHL)                 |
| 69 | Jack Glover (D)         | Stati Uniti | Winnipeg Jets                                              | USA Hockey NTDP (USHL)             |
| 70 | Miles Gendron (D)       | Stati Uniti | Ottawa Senators                                            | Rivers School (USHS-Massachusetts) |
| 71 | Connor Chatham (AD)     | Canada      | New Jersey Devils                                          | Plymouth Whalers (OHL)             |
| 72 | Alex Schoenborn (AD)    | Stati Uniti | San Jose Sharks (da Nashville)                             | Portland Winterhawks (WHL)         |
| 73 | Brett Lernout (D)       | Canada      | Montreal Canadiens (da Arizona)                            | Swift Current Broncos (WHL)        |
| 74 | Brycen Martin (D)       | Canada      | Buffalo Sabres (da Washington)                             | Swift Current Broncos (WHL)        |
| 75 | Alexander Peters (D)    | Canada      | Dallas Stars                                               | Plymouth Whalers (OHL)             |
| 76 | Elvis Merkzlikins (P)   | Lettonia    | Columbus Blue Jackets (da Detroit)                         | Lugano (LNA)                       |
| 77 | Blake Siebenaler (D)    | Stati Uniti | Columbus Blue Jackets                                      | Niagara IceDogs (OHL)              |
| 78 | Il'ja Sorokin (P)       | Russia      | New York Islanders (da Philadelphia)                       | Metallurg Novok. (KHL)             |
| 79 | Brayden Point (C)       | Canada      | Tampa Bay Lightning (da Minnesota)                         | Moose Jaw Warriors (WHL)           |
| 80 | Louis Belpedio (D)      | Stati Uniti | Minnesota Wild (da Tampa Bay)                              | USA Hockey NTDP (USHL)             |
| 81 | Dylan Sadowy (AS)       | Canada      | San Jose Sharks                                            | Saginaw Spirit (OHL)               |
| 82 | Jake Walman (D)         | Canada      | St. Louis Blues                                            | Toronto Jr. Canadiens (OJHL)       |
| 83 | Matheson Iacopelli (AD) | Stati Uniti | Chicago Blackhawks (da Pittsburgh via Calgary)             | Muskegon Lumberjacks (USHL)        |
| 84 | Kyle Wood (D)           | Canada      | Colorado Avalanche                                         | North Bay Battalion (OHL)          |
| 85 | Keegan Iverson (C)      | Stati Uniti | New York Rangers (da Anaheim via Vancouver)                | Portland Winterhawks (WHL)         |
| 86 | Mark Friedman (D)       | Canada      | Philadelphia Flyers (da Boston)                            | Waterloo Black Hawks (USHL)        |
| 87 | Anton Karlsson (AD)     | Svezia      | Arizona Coyotes (da Montreal)                              | Frölunda (SHL)                     |
| 88 | Beau Starrett (AS)      | Stati Uniti | Chicago Blackhawks                                         | South Shore Kings (USPHL)          |
| 89 | Nathan Walker (AS)      | Australia   | Washington Capitals (da NY Rangers)                        | Hershey Bears (AHL)                |
| 90 | Michael Amadio (C)      | Canada      | Los Angeles Kings                                          | North Bay Battalion (OHL)          |

### Quarto giro
| #   | Giocatore               | Nazionalità | Squadra NHL                                                 | Squadra di provenienza                 |
| --- | ----------------------- | ----------- | ----------------------------------------------------------- | -------------------------------------- |
| 91  | William Lagesson (D)    | Svezia      | Edmonton Oilers (da Buffalo via Minnesota)                  | Frölunda (SHL)                         |
| 92  | Joe Wegwerth (AD)       | Stati Uniti | Florida Panthers                                            | USA Hockey NTDP (USHL)                 |
| 93  | Nicholas Magyar (AD)    | Stati Uniti | Chicago Blackhawks (da Edmonton via Toronto)                | Kitchener Rangers (OHL)                |
| 94  | Ville Husso (P)         | Finlandia   | St. Louis Blues (da Calgary via Toronto)                    | HIFK (Liiga)                           |
| 95  | Linus Söderström (P)    | Svezia      | New York Islanders                                          | Djurgården (Hockeyallsvenskan)         |
| 96  | Josh Wesley (D)         | Stati Uniti | Carolina Hurricanes (da Vancouver)                          | Plymouth Whalers (OHL)                 |
| 97  | Lucas Wallmark (AD)     | Svezia      | Carolina Hurricanes                                         | Luleå (SHL)                            |
| 98  | Frederik Olofsson (AS)  | Svezia      | Colorado Avalanche (da Toronto)                             | Chicago Steel (USHL)                   |
| 99  | Chase De Leo (C)        | Stati Uniti | Winnipeg Jets                                               | Portland Winterhawks (WHL)             |
| 100 | Shane Eiserman (AS)     | Stati Uniti | Ottawa Senators                                             | Dubuque Fighting Saints (USHL)         |
| 101 | Nelson Nogier (D)       | Canada      | Winnipeg Jets (da New Jersey)                               | Saskatoon Blades (WHL)                 |
| 102 | Alexis Vanier (D)       | Canada      | San Jose Sharks (da Nashville)                              | Baie-Comeau Drakkar (QMJHL)            |
| 103 | John Piccinich (AD)     | Stati Uniti | Toronto Maple Leafs (da Arizona)                            | Youngstown Phantoms (USHL)             |
| 104 | Ryan Mantha (AD)        | Stati Uniti | New York Rangers (da Washington)                            | Sioux City Musketeers (USHL)           |
| 105 | Michael Prapavessis (D) | Canada      | Dallas Stars                                                | Toronto Lakeshore (OJHL)               |
| 106 | Christoffer Ehn (C)     | Svezia      | Detroit Red Wings                                           | Frölunda (SHL)                         |
| 107 | Julien Pelletier (AS)   | Canada      | Columbus Blue Jackets                                       | CB Screaming Eagles (QMJHL)            |
| 108 | Devon Toews (D)         | Canada      | New York Islanders (da Philadelphia)                        | Quinnipiac Bobcats (ECAC)              |
| 109 | Kaapo Kähkönen (P)      | Finlandia   | Minnesota Wild                                              | Espoo Blues (Liiga)                    |
| 110 | Austin Poganski (AD)    | Stati Uniti | St. Louis Blues (da Tampa Bay)                              | Tri-City Storm (USHL)                  |
| 111 | Zach Nagelvoort (P)     | Stati Uniti | Edmonton Oilers (da San Jose)                               | Michigan Wolverines (Big Ten)          |
| 112 | Viktor Arvidsson (AS)   | Svezia      | Nashville Predators (da St. Louis)                          | Skellefteå AIK (SHL)                   |
| 113 | Sam Lafferty (AD)       | Stati Uniti | Pittsburgh Penguins                                         | Deerfield Academy (USHS-Massachusetts) |
| 114 | Alexis Pépin (AS)       | Canada      | Colorado Avalanche                                          | Gatineau Olympiques (QMJHL)            |
| 115 | Brent Moran (P)         | Canada      | Dallas Stars (da Anaheim via Washington e Anaheim)          | Niagara IceDogs (OHL)                  |
| 116 | Danton Heinen (C)       | Canada      | Boston Bruins                                               | Surrey Eagles (BCHL)                   |
| 117 | Michael Bunting (AS)    | Canada      | Arizona Coyotes (da Montreal)                               | S.S. Marie Greyhounds (OHL)            |
| 118 | Igor' Šesterkin (P)     | Russia      | New York Rangers (da Chicago via NY Islanders e Washington) | Spartak Mosca (MHL)                    |
| 119 | Ben Thomas (D)          | Canada      | Tampa Bay Lightning (da NY Rangers)                         | Calgary Hitmen (WHL)                   |
| 120 | Steven Johnson (D)      | Stati Uniti | Los Angeles Kings                                           | Omaha Lancers (USHL)                   |

### Quinto giro
| #   | Giocatore               | Nazionalità | Squadra NHL                                      | Squadra di provenienza                            |
| --- | ----------------------- | ----------- | ------------------------------------------------ | ------------------------------------------------- |
| 121 | Maxwell Willman (C)     | Stati Uniti | Buffalo Sabres                                   | Williston Northampton School (USHS-Massachusetts) |
| 122 | Richard Nejezchleb (AD) | Rep. Ceca   | New York Rangers (da Florida)                    | Brandon Wheat Kings (WHL)                         |
| 123 | Matthew Berkovitz (D)   | Stati Uniti | Anaheim Ducks (da Edmonton)                      | Ashwaubenon High School (USHS-Wisconsin)          |
| 124 | Jaedon Descheneau (AD)  | Canada      | St. Louis Blues (da Calgary)                     | Kootenay Ice (WHL)                                |
| 125 | Nikolas Koberstein (D)  | Canada      | Montreal Canadiens (da NY Islanders)             | Olds Grizzlys (AJHL)                              |
| 126 | Gustav Forsling (D)     | Svezia      | Vancouver Canucks                                | Linköping (SHL)                                   |
| 127 | Clark Bishop (C)        | Canada      | Carolina Hurricanes                              | CB Screaming Eagles (QMJHL)                       |
| 128 | Dakota Joshua (C)       | Stati Uniti | Toronto Maple Leafs                              | Sioux Falls Stampede (USHL)                       |
| 129 | Clinston Franklin (AS)  | Stati Uniti | Winnipeg Jets                                    | Sioux Falls Stampede (USHL)                       |
| 130 | Liam Coughlin (AS)      | Stati Uniti | Edmonton Oilers (da Ottawa)                      | Vernon Vipers (BCHL)                              |
| 131 | Ryan Rehill (D)         | Canada      | New Jersey Devils                                | Kamloops Blazers (WHL)                            |
| 132 | Joonas Lyytinen (D)     | Finlandia   | Nashville Predators                              | KalPa (Liiga)                                     |
| 133 | Dysin Mayo (D)          | Canada      | Arizona Coyotes                                  | Edmonton Oil Kings (WHL)                          |
| 134 | Shane Gersich (C)       | Stati Uniti | Washington Capitals                              | USA Hockey NTDP (USHL)                            |
| 135 | Miro Karjalainen (D)    | Finlandia   | Dallas Stars                                     | Jokerit (Liiga)                                   |
| 136 | Chase Perry (P)         | Stati Uniti | Detroit Red Wings                                | Wenatchee Wild (NAHL)                             |
| 137 | Tyler Bird (AD)         | Stati Uniti | Columbus Blue Jackets (da Columbus via Edmonton) | Kimball Union Academy (USHS-New Hampshire)        |
| 138 | Oskar Lindblom (AS)     | Stati Uniti | Philadelphia Flyers                              | Brynäs (SHL)                                      |
| 139 | Tanner Faith (D)        | Canada      | Minnesota Wild                                   | Kootenay Ice (WHL)                                |
| 140 | Daniel Walcott (D)      | Canada      | New York Rangers (da Tampa Bay)                  | B.-B. Armada (QMJHL)                              |
| 141 | Luc Snuggerud (D)       | Stati Uniti | Chicago Blackhawks (da San Jose)                 | Eden Prairie High School (USHS-Minnesota)         |
| 142 | Tyler Nanne (D)         | Stati Uniti | Tampa Bay Lightning (da St. Louis)               | Edina High School (USHS-Minnesota)                |
| 143 | Miguel Fidler (AS)      | Stati Uniti | Florida Panthers (da Pittsburgh)                 | Edina High School (USHS-Minnesota)                |
| 144 | Anton Lindholm (D)      | Svezia      | Colorado Avalanche                               | Skellefteå AIK (SHL)                              |
| 145 | Anthony Angello (C)     | Stati Uniti | Pittsburgh Penguins (da Anaheim)                 | Omaha Lancers (USHL)                              |
| 146 | Anders Bjork (C)        | Stati Uniti | Boston Bruins                                    | USA Hockey NTDP (USHL)                            |
| 147 | Daniel Audette (C)      | Canada      | Montreal Canadiens                               | Sherbrooke Phoenix (QMJHL)                        |
| 148 | Andreas Söderberg (D)   | Svezia      | Chicago Blackhawks                               | Skellefteå AIK (SHL)                              |
| 149 | Rourke Chartier (C)     | Canada      | San Jose Sharks (da NY Rangers)                  | Kelowna Rockets (WHL)                             |
| 150 | Alec Dillon (P)         | Canada      | Los Angeles Kings                                | Victoria Grizzlies (BCHL)                         |

### Sesto giro
| #   | Giocatore                 | Nazionalità | Squadra NHL                                     | Squadra di provenienza                     |
| --- | ------------------------- | ----------- | ----------------------------------------------- | ------------------------------------------ |
| 151 | Christopher Brown (C)     | Stati Uniti | Buffalo Sabres                                  | Cranbrook Schools (USHS-Michigan)          |
| 152 | Joey Dudek (C)            | Stati Uniti | New Jersey Devils (da Florida)                  | Kimball Union Academy (USHS-New Hampshire) |
| 153 | Tyler Vesel (C)           | Stati Uniti | Edmonton Oilers                                 | Omaha Lancers (USHL)                       |
| 154 | Aaron Haydon (D)          | Stati Uniti | Dallas Stars (da Calgary)                       | Niagara IceDogs (OHL)                      |
| 155 | Kyle Schepp (C)           | Stati Uniti | New York Islanders                              | Ferris State Bulldogs (WCHA)               |
| 156 | Kyle Pettit (C)           | Canada      | Vancouver Canucks                               | Erie Otters (OHL)                          |
| 157 | Jake Marchment (C)        | Canada      | Los Angeles Kings (da Carolina)                 | Belleville Bulls (OHL)                     |
| 158 | Nolan Vesey (AS)          | Stati Uniti | Toronto Maple Leafs                             | South Shore Kings (USPHL)                  |
| 159 | Steven Spinner (AD)       | Stati Uniti | Washington Capitals (da Winnipeg)               | Eden Prairie High School (USHS-Minnesota)  |
| 160 | Pontus Själin (D)         | Svezia      | Minnesota Wild (da Ottawa)                      | Leksand (SHL)                              |
| 161 | Brandon Baddock (AS)      | Canada      | New Jersey Devils                               | Edmonton Oil Kings (WHL)                   |
| 162 | Aaron Irving (D)          | Canada      | Nashville Predators                             | Edmonton Oil Kings (WHL)                   |
| 163 | David Westlund (D)        | Svezia      | Arizona Coyotes                                 | Brynäs (SHL)                               |
| 164 | Pavel Kraskovskij (C)     | Russia      | Winnipeg Jets (da Washington)                   | Lok. Jaroslavl’ (KHL)                      |
| 165 | John Nyberg (D)           | Svezia      | Dallas Stars                                    | Frölunda (SHL)                             |
| 166 | Julius Vähätalo (AS)      | Finlandia   | Detroit Red Wings                               | TPS (Liiga)                                |
| 167 | Chase Lang (C)            | Canada      | Minnesota Wild (da Columbus via NY Rangers)     | Calgary Hitmen (WHL)                       |
| 168 | Radel Fazleev (C)         | Russia      | Philadelphia Flyers                             | Calgary Hitmen (WHL)                       |
| 169 | Reid Duke (C)             | Canada      | Minnesota Wild                                  | Lethbridge Hurricanes (WHL)                |
| 170 | Cristiano DiGiacinto (AS) | Canada      | Tampa Bay Lightning                             | Windsor Spitfires (OHL)                    |
| 171 | Kevin Labanc (AD)         | Stati Uniti | San Jose Sharks                                 | Barrie Colts (OHL)                         |
| 172 | Chandler Yakimowicz (AD)  | Stati Uniti | St. Louis Blues                                 | London Knights (OHL)                       |
| 173 | Jaden Lindo (AD)          | Canada      | Pittsburgh Penguins                             | Owen Sound Attack (OHL)                    |
| 174 | Maximilián Pajpach (P)    | Slovacchia  | Colorado Avalanche                              | Poprad (Extraliga)                         |
| 175 | Adam Ollas Mattsson (D)   | Svezia      | Calgary Flames (da Anaheim)                     | Djurgården (Hockeyallsvenskan)             |
| 176 | Samuel Blais (C)          | Canada      | St. Louis Blues (da Boston)                     | Victoriaville Tigres (QMJHL)               |
| 177 | Hayden Hawkey (P)         | Stati Uniti | Montreal Canadiens                              | Omaha Lancers (USHL)                       |
| 178 | Dylan Sikura (C)          | Canada      | Chicago Blackhawks                              | Aurora Tigers (OJHL)                       |
| 179 | Ivan Nalimov (P)          | Russia      | Chicago Blackhawks (da NY Rangers via San Jose) | SKA Pietroburgo (KHL)                      |
| 180 | Matthew Mistele (AS)      | Canada      | Los Angeles Kings                               | Plymouth Whalers (OHL)                     |

### Settimo giro
| #   | Giocatore              | Nazionalità | Squadra NHL                                 | Squadra di provenienza       |
| --- | ---------------------- | ----------- | ------------------------------------------- | ---------------------------- |
| 181 | Victor Olofsson (AD)   | Svezia      | Buffalo Sabres                              | MODO (SHL)                   |
| 182 | Hugo Fagerblom (P)     | Svezia      | Florida Panthers (da Florida via Montreal)  | Frölunda (SHL)               |
| 183 | Kevin Bouchard (P)     | Canada      | Edmonton Oilers                             | Val-d'Or Foreurs (QMJHL)     |
| 184 | Austin Carroll (AD)    | Canada      | Calgary Flames                              | Victoria Royals (WHL)        |
| 185 | Cameron Darcy (C)      | Stati Uniti | Tampa Bay Lightning (da NY Islanders)       | CB Screaming Eagles (QMJHL)  |
| 186 | MacKenze Stewart (D)   | Canada      | Vancouver Canucks                           | Prince Albert Raiders (WHL)  |
| 187 | Kyle Jenkins (D)       | Canada      | Carolina Hurricanes                         | S.S. Marie Greyhounds (OHL)  |
| 188 | Pierre Engvall (AS)    | Svezia      | Toronto Maple Leafs                         | Frölunda (SHL)               |
| 189 | Kelly Summers (D)      | Canada      | Ottawa Senators (da Winnipeg)               | Carleton Place (CCHL)        |
| 190 | Francis Perron (AS)    | Canada      | Ottawa Senators                             | R-N Huskies (QMJHL)          |
| 191 | Jared Fiegl (AS)       | Stati Uniti | Arizona Coyotes (da New Jersey)             | USA Hockey NTDP (USHL)       |
| 192 | Matt Ustaski (C)       | Stati Uniti | Winnipeg Jets (da Nashville via Washington) | Langley Hornets (BCHL)       |
| 193 | Edgars Kulda (AS)      | Lettonia    | Arizona Coyotes                             | Edmonton Oil Kings (WHL)     |
| 194 | Kevin Elgestål (AD)    | Svezia      | Washington Capitals                         | Frölunda (SHL)               |
| 195 | Patrick Sanvido (D)    | Canada      | Dallas Stars                                | Windsor Spitfires (OHL)      |
| 196 | Axel Holmström (C)     | Svezia      | Detroit Red Wings                           | Skellefteå AIK (SHL)         |
| 197 | Olivier Leblanc (D)    | Canada      | Columbus Blue Jackets                       | Saint John Sea Dogs (QMJHL)  |
| 198 | Jesper Pettersson (D)  | Svezia      | Philadelphia Flyers                         | Linköping (SHL)              |
| 199 | Pavel Jenyš (C)        | Rep. Ceca   | Minnesota Wild                              | Kometa Brno (Extraliga)      |
| 200 | Lukas Sutter (C)       | Canada      | New York Islanders (da Tampa Bay)           | Red Deer Rebels (WHL)        |
| 201 | Aleksandr Kadejkin (C) | Russia      | Detroit Red Wings (da San Jose)             | Atlant Mytišči (KHL)         |
| 202 | Dwyer Tschantz (AD)    | Stati Uniti | St. Louis Blues                             | Indiana Ice (USHL)           |
| 203 | Jeff Taylor (D)        | Stati Uniti | Pittsburgh Penguins                         | Union Dutchmen (ECAC)        |
| 204 | Julien Nantel (AS)     | Canada      | Colorado Avalanche                          | R-N Huskies (QMJHL)          |
| 205 | Ondřej Kaše (AD)       | Rep. Ceca   | Anaheim Ducks (da Anaheim via Toronto)      | Piráti Chomutov (Extraliga)  |
| 206 | Emil Johansson (D)     | Svezia      | Boston Bruins                               | HV71 (SHL)                   |
| 207 | Jake Evans (C)         | Canada      | Montreal Canadiens                          | St. Michael's Buzzers (OJHL) |
| 208 | Jack Ramsey (AD)       | Stati Uniti | Chicago Blackhawks                          | Penticton Vees (BCHL)        |
| 209 | Spencer Watson (AD)    | Canada      | Los Angeles Kings (da NY Rangers)           | Kingston Frontenacs (OHL)    |
| 210 | Jacob Middleton (D)    | Canada      | Los Angeles Kings                           | Ottawa 67's (OHL)            |

## Selezioni classificate per nazionalità
| Pos. | Paese        | Selezioni | Percentuale |
|      | Nord America | 144       | 68,5%       |
| ---- | ------------ | --------- | ----------- |
| 1    | Canada       | 79        | 37,6%       |
| 2    | Stati Uniti  | 65        | 30,9%       |
|      | Europa       | 65        | 31,0%       |
| 3    | Svezia       | 28        | 13,3%       |
| 4    | Russia       | 13        | 6,1%        |
| 5    | Finlandia    | 9         | 4,3%        |
| 6    | Rep. Ceca    | 8         | 3,8%        |
| 7    | Lettonia     | 2         | 1,0%        |
| 7    | Svizzera     | 2         | 1,0%        |
| 9    | Danimarca    | 1         | 0,5%        |
| 9    | Germania     | 1         | 0,5%        |
| 9    | Slovacchia   | 1         | 0,5%        |
|      | Oceania      | 1         | 0,5%        |
| 9    | Australia    | 1         | 0,5%        |